# Museo Casa Vilamajó
El Museo Casa Vilamajó es una institución dedicada a la investigación, difusión de la figura y la obra del arquitecto Julio Vilamajó, así como de la Arquitectura y el Diseño como disciplinas abiertas a la sociedad. Se encuentra ubicada en el Parque Rodó de Montevideo.

## Características
El Museo Casa Vilamajó nace a iniciativa de la Facultad de Arquitectura, Diseño y Urbanismo de la Universidad de la República que en acuerdo con el Ministerio de Educación y Cultura, propietario del bien patrimonial, abre sus puertas al público en mayo del año 2012
La casa de Julio Vilamajó fue diseñada en 1928 y construida en 1930 por el arquitecto. Es considerada la  primera vivienda moderna que abre sus puertas como casa museo en Uruguay, integrándose así a un circuito creciente de iniciativas similares que han surgido en el mundo entero y se ha ido intensificando en la última década, y que incluyen, entre otros ejemplos autobiográficos internacionales, viviendas de Frank Lloyd Wright, Le Corbusier, Rudolph Schindler, Walter Gropius, Richard Neutra, Charles y Ray Eames, etc.
El proyecto de recuperación, restauración y adaptación de la casa a su nueva función como casa museo ha recuperado integralmente el edificio y sus instalaciones. A partir de un proyecto de restauración de sus espacios interiores, que incluye la recuperación de mobiliario original, piezas artísticas y objetos personales, se puede comenzar a apreciar la atmósfera doméstica proyectada y habitada por el arquitecto. Sus jardines también han sido remozados, reincorporando las especies vegetales que configuraban inicialmente su paisaje.
Con motivo de la convocatoria 2010 de los Fondos de Incentivo Cultural, CONAEF, Ministerio de Educación y Cultura, 2010, el proyecto Museo Casa Vilamajó (MCV) ha sido seleccionado en primer lugar en la categoría Museos y declarado de Fomento Artístico Cultural.

## Centro de exposiciones
La casa misma, obra moderna singular declarada Monumento Histórico Nacional en 1990, es la protagonista y el escenario ideal para albergar una exposición permanente sobre la obra de Vilamajó, y para recibir periódicamente muestras temporales vinculadas no sólo a la arquitectura y el diseño, sino también a otras áreas afines. Se realizan actualmente visitas guiadas, presentaciones de libros, eventos vinculados con los circuitos culturales barriales que incluyen, además de la Facultad de Arquitectura, la Facultad de Ingeniería, el Museo Nacional de Artes Visuales, el espacio de exposición a cielo abierto del Parque José Enrique Rodó, y eventos en colaboración con otros museos e instituciones culturales de nuestro país y del exterior.

### Muestras temporales
- 2013, Julio Villamajó, selección de obra gráfica.
- 2014, Retratos, «Entrevistas 1 + Entrevistas 2», muestra de fotografía.
- 2014, El Ventorrillo de la Buena Vista, muestra de fotografía.
- 2014, Pedro Cracco. Anatomía artística de los vegetales.
- 2015, Juan Falkenstein, el tiempo entre diseños.

### Entrevistas
Año tras año, personalidades relevantes de la arquitectura y el diseño, concurren a la Facultad de Arquitectura de todas partes del mundo. Además de intervenir en diversos planos de la actividad académica, son entrevistados en la casa del arquitecto Julio Vilamajó, hoy Museo Casa Vilamajó.
Todas las entrevistas son cuidadosamente preparadas por docentes de la Facultad (cuyo previo conocimiento de las temáticas facilita e intensifica el sentido de las conversaciones), que tuvieron oportunidad de estudiar en detalle la personalidad y la obra del entrevistado.
Estas entrevistas, son un producto original, de valor universal, por la talla de los entrevistados y por el cuidado puesto en la ocasión; e instituyen un nuevo rasgo de identidad de la Facultad.
Tomar la casa Vilamajó como sede y símbolo resulta pertinente por múltiples motivos, de los que no son ajenos su condición de arquitectura pionera y renovadora, la calidad extraordinaria de sus espacios, ni tampoco la múltiple personalidad de su proyectista y propietario original, él mismo un brillante arquitecto, diseñador, artista y docente.
La casa es el marco, y es la marca de estas entrevistas. Con su característico estilo ha escrito Vilamajó “Una casa es un sobretodo que está lejos del cuerpo y que … contiene nuestros movimientos y nuestros sentidos”. Para la ocasión su casa ha sido la prenda perfecta; hecha de medida para albergar, abrigar y multiplicar los encuentros en su inspiradora realidad, amable, culta y sensible.
Algunos de los entrevistados fueron: Paulo Mendes da Rocha, Daniela Colafranceschi, Anna Calvera, Zissis Kotionis, Rodrigo Pérez de Arce, José María Sáez, Willem Jan Neutelings, Yoshi Tsukamoto, Bernardo Ynzenga, Iñaki Ábalos, Sou Fujimoto, Renata Sentkiewicz y Mónica Bertolino. 

## Visitas
El museo está abierto los días miércoles y sábado entre las 10:00 y las 16:00. La entrada es gratuita.
Las visitas al Museo Casa Vilamajó (MCV) son guiadas. 
Comienzan a las 10, 11, 12, 13, 14 y 15 hs (última visita del día). El cupo máximo de los grupos es de 10 personas.